# Carbay
Carbay is een gemeente in het Franse departement Maine-et-Loire in de regio Pays de la Loire en telt 208 inwoners (1999). De plaats maakt deel uit van het arrondissement Segré.

## Geografie
De oppervlakte van Carbay bedraagt 7,6 km², de bevolkingsdichtheid is 27,4 inwoners per km².
De onderstaande kaart toont de ligging van Carbay met de belangrijkste infrastructuur en aangrenzende gemeenten.

## Demografie
Onderstaande figuur toont het verloop van het inwonertal.
Angrie · Armaillé · Bouillé-Ménard · Bourg-l'Évêque · Candé · Carbay · Challain-la-Potherie · Chazé-sur-Argos · Loiré · Ombrée d'Anjou · Segré-en-Anjou Bleu